# 여우와 솜사탕
《여우와 솜사탕》은 2001년 10월 27일부터 이듬해 4월 27일까지 방영된 문화방송 주말연속극이다.

## 기획 의도
여우와 솜사탕에서는 마냥 착하기만한 하늘나라 선녀가 아닌 자기 주관대로 인생을 개척해 가꾸어 가는 땅 나라 선녀를 만나게 되는 철없는 남자를 통해 새로운 남녀관계의 한 전형을 보여주고자 한다.
오늘도 세상의 반인 남자와 나머지 세상의 반인 여자가 서로를 길들이고 사랑하고 결혼을 한다.
너무도 다른 환경에서 자란 이들이 어떻게 사랑하고 길들여져 가는가를 고민해보고 서로의 길들이기가 끝난 후 다시 태어나는 남녀와 새로운 가족간의 모습을 그려 나간다.
결혼. 그 영원한 딜레마. 부부, 부모하고 자식, 형제 자매간에는 사돈간, 며느리하고 사위, 시부모하고 장인, 장모 등 결혼을 함으로 해서 생겨나는 인간관계에 의한 양면적 상황이라는 것이 있다.
사위로서 혹은 며느리로서 두 집안을 이끌어 가야할 책임과 의무를 고민하는 주인공의 모습을 보는 그 순간만은 남의 얘기가 아닌, 내가 겪어 봄직한 이야기로 공감할 수 있는 시간이 되었으면 한다.

## 등장 인물
| - 소유진 : 안선녀 역 - 유준상 : 봉강철 역 | - 백일섭 : 봉진석 역 - 고두심 : 어말숙 역 - 이영범 : 봉두철 역 - 김정난 : 봉인화 역 | - 이영하 : 안국민 역 - 이경진 : 성구자 역 - 금보라 : 성구애 역 - 김민희 : 안선혜 역 |

### 그 외 인물
- 김여진(민여옥)
- 김승수(강수교)
- 김영호(손영오)
- 남윤정(양양자)
- 이한위(오상진)
- 유재량(이주호)
- 김유석(오규태)
- 이현경, 김미주, 윤희주, 조명진, 양현태, 염재욱

## 수상(2001MBC 연기대상)
- 여자 신인상 소유진
- 남자 인기상, 남자 우수상 유준상
- 남자 인기상 유준상

## 참고 사항
- 당초 박상아[1], 왕빛나[2] 등이 여주인공으로 거론되었으나 불발되었고 설득 끝에 우희진이 낙점됐으며 이 과정에서 <선녀>라는 제목이 <여우와 솜사탕>으로 변경됐지만 턱성형수술 후유증 때문에[3] 자진하차하자 소유진이 캐스팅됐다. 여담으로 여우와 솜사탕 ost중에 터보의 애인이 생겼어요을 리메이크했다

## 표절 논란
본 드라마는 방송 당시부터 김수현 작가의 1992년도 드라마 <사랑이 뭐길래>와 인물 설정 및 스토리 전개가 유사하다는 지적을 받았고, 2002년 3월 김수현은 서울지법 남부지원에 방송금지 가처분 신청을 냈다.
이후 김수현은 자신이 집필 중이던 KBS 주말드라마 <내사랑 누굴까>의 인터넷 대본 서비스를 중단했고, 법원의 판단 여부와 관계없이 손해배상청구를 하겠다고 밝혔다.
서울남부지법은 <여우와 솜사탕>이 <사랑이 뭐길래>를 표절했음을 인정하고 김수현에게 3억원을 배소하라는 원고 일부 승소 판결을 내렸다. 이에 앞서 방송작가협회는 이사회를 열고 <여우와 솜사탕>의 작가 김보영을 제명했다.